# 右近和作
右近 和作（うこん わさく、旧姓・八十島、1876年〈明治9年〉3月11日 - 没年不明）は、日本の実業家、資産家。日本海上火災保険相談役。日本海上ビルデイング社長。日海興業、右近商事各取締役。日本生命保険監査役。早稲田大学評議員。族籍は福井県平民。

## 経歴
福井県平民・八十島五郎右衛門の三男。八十島五郎右衛門の弟。生家は代々酒造家であった。1898年、右近権左衛門の養子となり、1916年、養弟の権左衛門方より分家して一家を創立した。
1901年、東京専門学校（現・早稲田大学）英語政治科卒業。米国に遊学した。養父の統督する日本海上保険に入り、常務取締役として手腕を発揮した。戦後、公職追放となった。

## 人物
趣味は読書、書道。宗教は仏教。住所は兵庫県武庫郡住吉村鴨子ヶ原（現・神戸市東灘区鴨子ヶ原）。

## 家族・親族

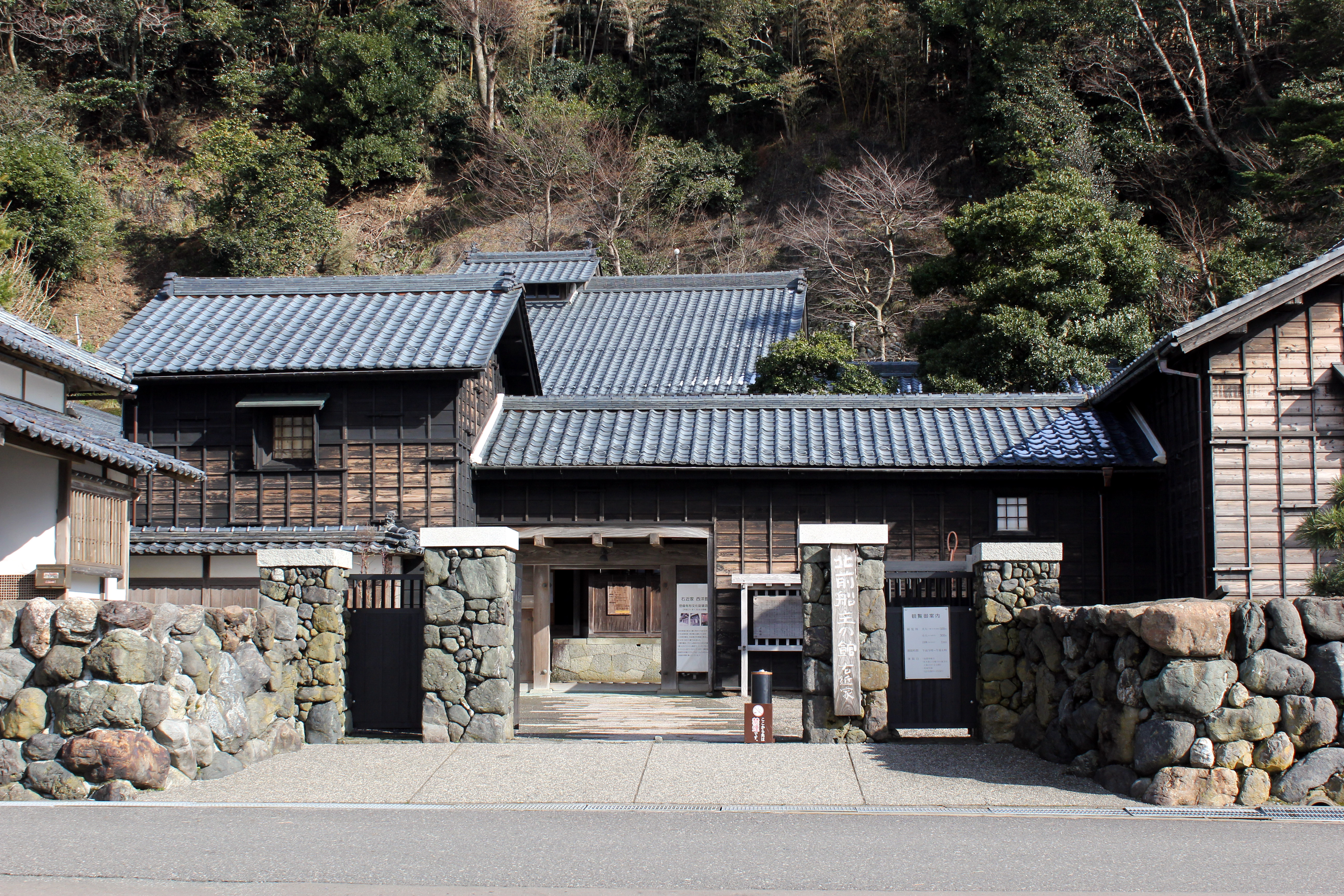
北前船主の館・右近家

右近家
- 養父・十代目権左衛門[1]（1853年 - 1916年、福井県平民、日本海上保険社長） - 福井県南条郡河野村の人。
- 養弟・十一代目権左衛門（1889年 - 1966年、旧名は義太郎[1]、日本火災海上保険会長） - 住所は大阪市西区西長堀北通[1]。
  - 同妻・政子（石川、時国甫太郎の二女、時国武二郎の妹）
- 養弟・福次郎[1]（1883年 - ?、日本海上保険常務、資産家）
  - 同妻・とき（1890年 - ?、岐阜、小寺成蔵の二女、小寺敬一の姉）[1][6]
  - 同長女・信子（1911年 - ?、三重、辻孫一郎の弟、栄三の妻）[6]
  - 同男・徳太郎[6]（1913年 - 1944年、サッカー選手）
- 妻・たま（1879年 - ?、養父の長女）[3]
- 子、孫[3]

親戚
- 時国武二郎（医学博士、内科医師）
- 小寺敬一（関西学院高等商業学部教授）